# Leo Sauer
Leo Sauer (Bratislava, 16 de diciembre de 2005) es un futbolista eslovaco. Juega de delantero y su equipo es el Feyenoord de la Eredivisie, máxima categoría de Países Bajos.

## Trayectoria
Debutó con el Feyenoord con 17 años, en la fecha 2 del campeonato local el 20 de agosto de 2023, ingresó al comienzo del segundo tiempo para enfrentar a Sparta de Róterdam, cuando estaba por finalizar el encuentro perdían 2-1 pero ya en tiempo cumplido le quedó un rebote en el área rival, remató con un derechazo y convirtió su primer gol oficial que selló el empate 2-2. Disputó otros catorce partidos antes de ser cedido en agosto de 2024 al NAC Breda.

## Selección nacional
Ha sido internacional con la selección de fútbol de Eslovaquia en las categorías juveniles sub-17, sub-18, sub-19, sub-20 y sub-21.
En octubre de 2023 fue convocado por primera vez a la selección absoluta de Eslovaquia.

### Participaciones en Eurocopas
| Copa          | Sede     | Resultado        | Partidos | Goles |
| ------------- | -------- | ---------------- | -------- | ----- |
| Eurocopa 2024 | Alemania | Octavos de final | 1        | 0     |

## Estadísticas
Actualizado al último partido disputado el 18 de mayo de 2025.
| Club                         | Div.          | Temporada     | Liga  | Liga  | Liga   | Copas nacionales | Copas nacionales | Copas nacionales | Copas internacionales | Copas internacionales | Copas internacionales | Total | Total | Total  |
| Club                         | Div.          | Temporada     | Part. | Goles | Asist. | Part.            | Goles            | Asist.           | Part.                 | Goles                 | Asist.                | Part. | Goles | Asist. |
| ---------------------------- | ------------- | ------------- | ----- | ----- | ------ | ---------------- | ---------------- | ---------------- | --------------------- | --------------------- | --------------------- | ----- | ----- | ------ |
| MŠK Žilina "II" · Eslovaquia | 2.ª           | 2021-22       | 5     | 0     | 0      | ―                | ―                | ―                | ―                     | ―                     | ―                     | 5     | 0     | 0      |
| MŠK Žilina "II" · Eslovaquia | Total club    | Total club    | 5     | 0     | 0      | 0                | 0                | 0                | 0                     | 0                     | 0                     | 5     | 0     | 0      |
| Feyenoord · Países Bajos     | 1.ª           | 2023-24       | 13    | 2     | 4      | 0                | 0                | 0                | 2                     | 0                     | 0                     | 15    | 2     | 4      |
| Feyenoord · Países Bajos     | 1.ª           | 2024-25       | -     | -     | -      | 0                | 0                | 0                | -                     | -                     | -                     | 0     | 0     | 0      |
| Feyenoord · Países Bajos     | 1.ª           | 2025-26       | 0     | 0     | 0      | -                | -                | -                | -                     | -                     | -                     | 0     | 0     | 0      |
| Feyenoord · Países Bajos     | Total club    | Total club    | 13    | 2     | 4      | 0                | 0                | 0                | 2                     | 0                     | 0                     | 15    | 2     | 4      |
| NAC Breda · Países Bajos     | 1.ª           | 2024-25       | 31    | 7     | 2      | 1                | 0                | 0                | ―                     | ―                     | ―                     | 32    | 7     | 2      |
| NAC Breda · Países Bajos     | Total club    | Total club    | 31    | 7     | 2      | 1                | 0                | 0                | 0                     | 0                     | 0                     | 32    | 7     | 2      |
| Total carrera                | Total carrera | Total carrera | 49    | 9     | 6      | 1                | 0                | 0                | 2                     | 0                     | 0                     | 52    | 9     | 6      |
| 1. 2.                        |               |               |       |       |        |                  |                  |                  |                       |                       |                       |       |       |        |

## Palmarés

### Títulos nacionales
| Título                        | Club      | País         | Año  |
| ----------------------------- | --------- | ------------ | ---- |
| Copa de los Países Bajos      | Feyenoord | Países Bajos | 2024 |
| Supercopa de los Países Bajos | Feyenoord | Países Bajos | 2024 |

### Distinciones individuales
| Distinción                    | Año  |
| ----------------------------- | ---- |
| Nominado al Premio Golden Boy | 2025 |